# Rana zhenhaiensis
Rana zhenhaiensis (rana zhenhai parda) es un anfibio de la familia Ranidae encontrada en China y posiblemente en Hong Kong y Macao. 
Su hábitat natural son los bosques tropicales o subtropicales secos ya por su baja altitud, los bosques montanos húmedos tropicales o subtropicales secos, praderas de tierras bajas, marismas intermitentes de agua dulce estanques y tierras de regadío. No se considera amenazada por la IUCN.